# Gemma Fortini
Gemma Fortini (Assisi, 25 gennaio 1926 – Assisi, 25 marzo 2001) è stata una storica e giornalista italiana.

## Biografia
Figlia dello storico del movimento francescano Arnaldo Fortini (1889-1970), primo titolare della cattedra di Storia del francescanesimo all'Università di Perugia nonché celebre avvocato che evitò la pena capitale al gerarca Tullio Cianetti nel processo di Verona contro i firmatari dell'Ordine del giorno Grandi, si laureò in Lettere all'Università "La Sapienza" di Roma nell'immediato dopoguerra. 
Giornalista e critica d'arte è stata per lunghi anni corrispondente dall'Umbria del Giornale d'Italia, della Nazione e del Tempo. Nell'ambiente cosmopolita della città natale incontrò e intervistò intellettuali e artisti, e divenne un punto di riferimento della vita culturale di Assisi e della regione.
Studiosa della storia francescana e umbra, indagò sulle origini della famiglia di Chiara d'Assisi. Nel 1978 sollevò dibattito tra gli studiosi la sua ipotesi che Francesco d'Assisi discendesse da una famiglia ebraica convertita.
Fu anche traduttrice dell'opera poetica del poeta latino di Assisi Properzio.
Nel 2006 le è stato assegnato alla memoria per la sezione Cultura la XXIX edizione del Premio Letterario Nazionale "Insula romana" promosso dall'amministrazione di Bastia Umbra.